# Gorna Orjahovica
Gorna Orjahovica (bugarski: Горна Оряховица) je grad na sjeveru Bugarske, smješen u Oblasti Veliko Trnovo. Grad se smjestio između gradova;   Veliko Trnovo i Dolna Orjahovica. 
Obližnja visoravan Arbanasi, poznata je po svojoj ruralnoj arhitekturi i povijesnim spomenicima (srednjovjekovnim crkvama i manastirima).

## Povijest

### Za antike
Na širem teritoriju grada, postoje ostatci jednog tračkog naselja između Kamaka (Kameno brdo) i visoravni Arbanasi. Stanovnici ovog naselja bili su pripadnici tračkog plemena  Krobizi. Oni su podigli Utvrdu Kamaka, koja je živjela od 5. stoljeća pr. Kr. do 1. stoljeća pr. Kr., kad su Rimljani izgradili vlastitu utvrdu na ruševinama starije tračke. Uz utvrdu se razvilo naselje koje je svoj gospodarski razvoj temeljilo na vinogradarstvu.  Život ovog naselja tekao je ravnomjerno do dolaska Slaveni (VI. - VII. st), nakon toga nema tragova nikakovog naselja sve do XII. st.

### Srednji vijek
Nakon obnove bugarske države na kraju XII st., trebalo je nekako zaštititi glavni grad - Trnovgrad, u tu svrhu podignuto je nekoliko utvrda, između ostalog i utvrda Rahovec (4 km sjeverozapadno od današnjeg grada). Rahovec je zapravo štitio cestu do Trnovgrada, ime Rahovec' i znači - utvrda na cesti (od perzijski rah, znači  'cesta, put'). 
Za vrijeme otomanskih napada na Bugarsku, utvrda Rahovec je zauzeta nakon što joj je isušen vodeni opkop (tvrđava je ostala netaknuta). Utvrda Rahovec, živjela je sve do 1444. godine kada ju je poljski kralj Władysław Warneńczyk - razorio, za vrijeme svojeg dubokog prodora na otomanski teritorij. Nakon nje pojavila su se tri zasebna mala sela koja su postojala kroz stoljeća otomanske vlasti; Mala (Mala), Sredna (Srednja) i Goljama (Velika) Rahovica.

### Razvitak i rast Gorne Orjahovice
Za vrijeme Bugarskog nacionalnog preproda Gorna Orjahovica je izrasla u snažno i veliko gospodarsko naselje sjeverne Bugarske, zahvaljujući obrtništvu i tgovini. Razvitku je doprinio i veliki stočni sajam koji se održavao svakog petka, na kojem su se prodavali i poljoprivredni proizvodi, drvena građa i ugalj. Od 1822. godine djeluje crkvena škola u lokalnom manastiru, 1827. godine ta škola postala je javna, ali je tek od 1835. godine počela tako raditi. Od 1850. godine u gradu radi prva djevojačka škola, a od 1859. godine djeluje prva srednja škola općeg usmjerenja (gimnazija).  Čitalište (Čitaonica, knjižnica i Dom kulture) otvorena je u gradu 1869. godine. Gorna Orjahovica proglašena je gradom 1870. godine, tada je imala 4 700 stanovnika, s 1 200 kuća i 5 crkava.

### Borba za nacionalnu neovisnost
Bugarski nacionalni heroj Vasil Levski osobno je organizirao revolucionarni komitet u Gornoj Orjahovici na početku 1869. godine, a kasnije je višekratno posjećivao grad. U vrijeme priprema za Travanjski ustanak Gorna Orjahovica je bila sjedište  Prvog revolucionarnog okruga sa Stefanom Stambolovim kao vođom (Apostolom ustanka).  Nakon neuspjeha Travanjskog ustanka, Georgi Izmirliev Makedončeto, jedan od lokalnih vođa ustanka, obješen je u središtu grada Gorna Orjahovica. Troje građana Gorne Orjahovice bili su pripadnici ustaničkog odreda Hristo Botev a njih 132 bili su pak pripadnici bugarskog dobrovoljačkog odreda za vrijeme [[Rusko-turski rat 1877. – 
1878.|Rusko-turskog rata 1877. – 1878.]] Ruska carska armija oslobodila je Gornu Orjahovicu od otomanske vlasti 26. lipnja 1877. godine.

### Nakon oslobođenja Bugarske
Ubrzo po oslobođenju grad se razvio u značajno prometno čvorište (naročito željezničko) sjeverne Bugarske. Današnja Gorna Orjahovica je i značajni turistički centar zbog blizine stare povijesne bugarske prijestolnice Veliko Trnovo, visoravni Arbanasi, s brojnim manastirima i brojnim drugim atrakcijama (priroda, ruralna arhitektura).

## Gospodarstvo
Danas je Gorna Orjahovica sjedište velike bugarske tvornice šećera Sugar Plants Ltd. Uz taj veliki pogon razvile su se i brojne male tvrtke za proizvodnju slatkiša.

## Zbratimljeni gradovi
- Szigetszentmiklós, Mađarska
- Čerepovec, Rusija
- Waren (Müritz), Njemačka

## Prijevoz
Gorna Orjahovica je glavno željezničko čvorište u sjevernoj Bugarskoj. Grad ima jednu od šest bugarskih međunarodnih zračnih luka - Zračnu luku Gorna Orjahovica, iz koje let do Sofije traje oko 30 minuta.
Udaljenosti iz Gorne Orjahovice:
- do Sofije - 230 km,
- do Varne - 220 km,
- do Rusea - 100 km
- do Velikog Trnova (preko sela Arbanasi) - 7 km.

## Vanjske poveznice
- Općina Gorna Orjahovica (bug.)
- Regionalna turistička organizacija (bug.)/(engl.)
- Povijesni muzej Gorna Orjahovica (bug.)/(engl.)
- Povijest Gorne Orjahovice  Arhivirana inačica izvorne stranice od 9. veljače 2012. (Wayback Machine) (bug.)/(njem.)/(fr.)/(rus.)/(engl.)